# Маркуис, Симон, 3-й граф Вултон
Саймон Фредерик Джеймс Маркуис, 3-й граф Вултон (англ. Simon Frederick James Marquis, 3rd Earl of Woolton; род. 24 мая 1958) — британский пэр и бизнесмен. Он носил титул учтивости — виконт Уолбертон с 1964 по 1969 год. Потомственный член Палаты лордов с 1979 по 1999 год.
Титулы: 3-й граф Вултон (с 7 января 1969 года), 3-й барон Вултон из Ливерпуля, графство Ланкашир (с 7 января 1969), 3-й виконт Уолбертон из Уолбертона, графство Сассекс (с 7 января 1969), 3-й виконт Вултон из Липерпуля, графство Ланкашир (с 7 января 1969 года).

## Биография
Родился 24 мая 1958 года. Единственный сын Роджера Маркуиса, 2-го графа Вултона (1922—1969), и его второй жены, Жозефины Гордон-Камминг (1925—2012) . Младшая сестра — леди Александра Сьюзен Маркуис (род. 12 января 1961).
В 1981 году он окончил Итонский коллеж и Университет Сент-Эндрюс со степенью магистра экономики и современной истории .
30 апреля 1987 года он женился первым браком на достопочтенной Софи Бердвуд (род. 29 июля 1964), дочери Марка Уильяма Огилви Бердвуда, 3-го барона Бердвуда (1938—2015), и Джудит Хелен Робертс. До развода 13 мая 1997 года у них было три дочери.
- Леди Оливия Элис Маркуис (род. 16 апреля 1990)
- Леди Констанс Элизабет Маркуис (род. 14 октября 1991)
- Леди Клаудия Луиза Маркуис (род. 3 марта 1995)

28 октября 1999 года лорд Вултон женился вторым браком на Мэри Кэрол Дэвидсон, дочери Питера Дэвидсона. У Дэвидсон две дочери от предыдущего брака с Фрэнсисом Дэвидом Шерстоном Чепменом.
Он был директором New Boathouse Capital и финансовым директором Quayle Munro.